# ژرژ بوکور
ژرژ بوکور (فرانسوی: Georges Beaucourt‎؛ ۱۵ آوریل ۱۹۱۲ – ۱ مارس ۲۰۰۲) بازیکن و مربی فوتبال اهل فرانسه بود.
از باشگاه‌هایی که در آن بازی کرده‌است می‌توان به باشگاه فوتبال لانس و باشگاه فوتبال لیل اشاره کرد.
وی همچنین در تیم ملی فوتبال فرانسه بازی کرده‌است.